# 尼米希依提
尼米希依提（維吾爾語：ﻧﯩﻤﺸﯧﮭﯩﺖ‎，另译尼木·谢依提，1904年7月8日—1971年8月22日），本名艾尔米叶·伊里·赛依拉姆（維吾爾語：ئەرمىيا ئېلى سايرامى‎，另译阿尔米亚·艾力·赛拉米），维吾尔族诗人。

## 生平
艾尔米叶·伊里·赛依拉姆于1904年7月8日出生在甘肃新疆省温宿府拜城县赛里木镇铁再克喀尕村（今托克逊乡吉塞克喀依古村）。1924年至1928年在库车县“萨克萨克经院”学习，在此期间，以“赛里木”为笔名创作了维吾尔族古典民间歌谣体诗歌集《市场与坟场》。后到喀什市的汉里克经院学习。1932年10月7日，喀什爆发反对独裁的武装斗争，诗人投身其中，身负重伤。伤愈后，开始以“尼米希依提”为笔名，参加社会活动和文学创作。中华人民共和国成立后，继续从事文学创作。1954年至1963年，在《塔里木》期刊先后发表诗歌25首。1957年10月，第一部正式出版的诗集《祖国礼赞》问世，1963年10月第二部诗集《塔里木的姑娘》出版。1971年8月22日，受文革政治迫害致死，时年67岁。

## 作品风格
其诗歌主要以爱国、好学和爱情为主题，继承了维吾尔语古典诗体的特点，具有承前启后的时代特征，为维吾尔语文学现代化转型起到了先驱性的作用。他的诗歌被评价为具有“顽强的中华民族共同体意识”。

## 译本
- 中文：《尼米希依提诗选》，1981年，戈鹰翻译，新疆人民出版社出版；
- 土耳其文：《尼米希依提及其诗歌（介绍、评论、转写和翻译）》，2022年，内谢·哈巴利奥卢著，土耳其语言协会出版[4]。